# 愛媛県道344号宇和高山線
愛媛県道344号宇和高山線（えひめけんどう344ごう うわたかやません）は、愛媛県西予市を通る県道である。

## 概要
西予市宇和町卯之町1丁目から西予市明浜町宮野浦に至る。

### 路線データ
- 起点：愛媛県西予市宇和町卯之町1丁目（野田口交差点、国道56号交点）
- 終点：愛媛県西予市明浜町宮野浦（国道378号交点）

## 路線状況

### 道路施設

#### 橋梁
- 三島橋（肱川、西予市）

## 地理

### 通過する自治体
- 西予市

### 交差する道路
| 交差する道路 | 交差する場所      | 交差する場所        |
| ------------ | ----------------- | ------------------- |
| 国道56号     | 宇和町卯之町1丁目 | 野田口交差点 / 起点 |
| 国道378号    | 明浜町宮野浦      | 終点                |

### 交差する鉄道
- 予讃線

### 沿線
- 西予市立宇和町小学校